# Thesium brachyphyllum
Thesium brachyphyllum är en sandelträdsväxtart som beskrevs av Pierre Edmond Boissier. Thesium brachyphyllum ingår i släktet spindelörter, och familjen sandelträdsväxter. Inga underarter finns listade i Catalogue of Life.